# Кікай (Кагосіма)

Кікай (яп. 喜界町, きかいちょう, кікай тьо) — містечко в Японії, у південній частині префектури Кагосіма, на острові Кікаідзіма (інша назва — теж Кікай).